# Церковь Святого Николая (Староаннинская)
Церковь Святого Николая (Николаевская церковь, Никольская церковь) — бывший православный храм в станице Аннинской Области Войска Донского (ныне станица Староаннинская Волгоградской области) Филоновского благочиния.

## История
Первая деревянная Николаевская церковь в станице была построена в 1720 году. Перестроена в 1796 году, в начале XIX века в станице случился пожар при котором сгорела и церковь. Вместо сгоревшей станичники заложили новую каменную церковь, которая была построена на средства прихожан в 1818 году. В этом же году была построена и колокольня. Храм был освящён в октябре 1821 года; он имел два придела — во имя Св. Николая Чудотворца и в честь Св. Алексия митрополита московского и всея Руси.
Церковь была покрыта листовым железом, окрашенным ярью, ограды не было. В 1859 году внутренние стены храма были украшены росписью, в 1863 году был устроен придельный иконостас с правой стороны трапезной церкви. В 1902 году по случаю ветхости штукатурки внутри церкви, она была отбита и стены вновь отштукатурены и выбелены известью.
Роспись не возобновлялась, кроме четырёх Евангелистов по углам, которые были написаны вновь. Позже были отштукатурены наружные стены церкви и колокольни, отремонтирована крыша, построена ограда, а главы храма позолочены.
В причте по штату 1885 года числились два священника, один дьякон и два псаломщика. Церкви принадлежали здания: каменная кладовая и каменный дом для сторожей, оба покрытые железом. К 1915 году караульное помещение переделали в склад церковных вещей. Храм находился в 430 верстах от консистории. Ближайшие к нему храмы: Троицкая церковь хутора Березовского и Николаевская церковь в станице Ярыженской.
Хутора прихода: Родниковский, Кузнецовский, Гулевский, Чекуновский, Соловьёвский, Бочаровский, Симоновский и Берёзовский. В приходе имелись учебные заведения:
- Школа грамоты, открытая в 1891 году, в 1899 переименована в женскую церковно-приходскую школу.
- Министерское мужское приходское училище, открытое в 1866 году, в 1905 году переименовано в двухклассное.
- Министерское приходское училище в хуторе Бочаровом, открытое в 1901 году.
- Министерское приходское училище в хуторе Берёзовка, открытое в 1908 году.
- Родниковское министерское училище, открытое в 1913 году.
- Кузнецовское министерское училище, открытое в 1914 году.

В 1930 году Николаевская церковь в станице Староаннинской была закрыта и продана за 10 тыс. рублей на строительство, из кирпича которой построили начальную школу.
В Государственном архиве Волгоградской области имеются документы, относящиеся к Николаевской церкви станицы Черновской (Аннинской).